# ロジノフ・ポド・ラドホシチェム
ロジノフ・ポド・ラドホシチェム（チェコ語：Rožnov pod Radhoštěm、以下「ロジノフ」と略して記述する）は、チェコ共和国、ズリーン州、フセチーン郡の町。 フセチーンの北東17kmに位置する、ベチュヴァ川沿いの町。

## 歴史[1]

### 中世
ロジノフの町が最初に記録に残されたのは1267年に遡り、オロモウツの司教がこの町を開拓し領有していたことが記されている。1548年、モラビアの貴族ジェロチーン家が町の領主となり、その後19世紀にかけて町の経済を発展させた。ガラス工芸と織物生産が盛んになり、ロジノフの名は、リンネルやモスリンの名産地としてオーストリア大公国中にその名が広まった。さらに、1687年には製紙業が、1712年にはビール醸造が始められた。

### 近代
ロジノフは山に囲まれており、カルパチア山脈からの風や霧が遮られるため、年間を通して晴れる日が多い。ブルノの医師クロチャークはこの良好な気候に着目し、1796年胸を患った患者をロジノフで療養させた。治療効果は驚くほど良好であったため、年々療養に訪れる客が増え、1820年にスパ療養施設が建設された。20世紀に入ると、シーズン中3,000人が各国から訪れるようになった。当地での療養は呼吸器系、循環器系の治療に効果があるとされ、心理学者ジークムント・フロイトや遺伝学者グレゴール・ヨハン・メンデルらも訪れた。スパは現在でも幾つかのホテルに受け継がれており、良好な気候と美しい自然は今も変わらず残されている。

### 現代
第二次世界大戦後、旧チェコスロヴァキアの国有企業・テスラ社の事業振興で町は大きく発展した。様々な電子部品、電気製品を生産するための工場と、そこで働く人々のための集合住宅群が建設された。人口は当初の4倍に増え、2万人に達するほどになった。ロジノフはベチュヴァ川を中心にして発展してきた。川の南側に、中世来の歴史的な建築物やかつて療養客が訪れた静かな公園などが残されている一方、北側には近現代に建てられた工場や集合住宅がある。現代のロジノフはこれまでの歴史が凝縮された町になっている。

## 名所
- ワラキア野外博物館（チェコ語版） - 1925年に開設された、野外博物館。中世の木造教会や民家などが保存されており、当時の町の様子を伺うことができる。

## ゆかりの人物
- 埋葬されている人物
  - エミール・ザトペック[3] - 陸上競技長距離走者、オリンピック金メダリスト

- かつて住んでいたことがある人物
  - グスタフ・ブロム（英語版） - 作曲家、ジャズビッグバンドリーダー
  - マルチナ・ヒンギス[4] -　プロテニスプレーヤー

## 友好都市[5]
- ロスクヴェット、スロヴァキア
- シュレム、ポーランド
- ベルゲン、ドイツ
- ケルメンド（英語版）、ハンガリー

## 参照
1. ↑  地元自治体ウェブサイトの歴史のページ
2. ↑  ロジノフ・ビール、ウェブサイト
3. ↑  墓石検索サイト
4. ↑  チェコの情報サイト
5. ↑  地元自治体ウェブサイトの友好都市のページ